# Бібліотека імені Семена Скляренка (Київ)
Бібліотека імені С. Скляренка Шевченківського району м.Києва.

## Адреса
01054 м.Київ вул. О.Гончара, 75 тел. 236-02-40

## Характеристика
Площа приміщення бібліотеки — 178 м², книжковий фонд — 29,0 тис. примірників. Щорічно обслуговує 3,0 тис. користувачів, кількість відвідувань за рік — 15,0 тис., книговидач — 23,0 тис. примірників.

## Історія бібліотеки
Бібліотека заснована у 1967 році. Має ім'я українського письменника Семена Скляренка.